# Дон Кихот на свадьбе Гамачо (опера Сальери)
«Дон Кихот на свадьбе Гамачо» ( Don Chisciotte alle nozze di Gamace) — опера Антонио Сальери в двух действиях на либретто Джованни Гастоне Боккерини. Премьера оперы состоялась в Бургтеатре в Вене 6 января 1771 года.

## Роли
| Роль                                                     | Голос          | Исполнители на премьере, Карнавал, 1770 или 1771 (Дирижёр — Антонио Сальери (скорее всего)) |
| -------------------------------------------------------- | -------------- | ------------------------------------------------------------------------------------------- |
| Гамачо, крестьянин, жених Киттерии                       | тенор          | Франческо Буссани                                                                           |
| Киттерия, невеста Гамаче                                 | меццо-сопрано  | Тереса Эберарди                                                                             |
| Дон-Кихот, странствующий рыцарь                          | бас            | Винченцо Скиеттини                                                                          |
| Санчо Панса, его оруженосец                              | тенор          | Антонио Босколи                                                                             |
| Менко, крестьянин                                        | тенор          | Курцин                                                                                      |
| Лена, крестьянка, влюблённая в Менко                     | сопрано        | Габриэлла Тальяффери                                                                        |
| Кавалер дель Боско, рыцарь                               | тенор          | Риццоли                                                                                     |
| Насон, его оруженосец                                    | бас            | Сантини                                                                                     |
| Роза, жена крестьянина                                   | сопрано        | Клементина Кьяваччи                                                                         |
| Нокко, начальник поваров                                 | тенор          | Девиль                                                                                      |
| Альфео, танцующий крестьянин                             | роль без пения |                                                                                             |
| Джокондина, танцующая крестьянка                         | роль без пения |                                                                                             |
| Хор крестьян (мужчин и женщин) и поваров; балет крестьян |                |                                                                                             |

## Сюжет
Дон Кихот и Санчо Панса приглашены на свадьбу Гамачо и Читтерии. Когда туда также прибывают кавалер дель Боско и Насо, начинаются стычки между рыцарями и их оруженосцами, но всё заканчивается гармонией; Дон Кихот и Кавалер дель Боско - свидетели на свадьбе, затем Дон Кихот готовится отправиться на славные дела, мечтая о любви Дульсинеи.